# Рождество Христово (Полихроно)
„Рождество Христово“ (на гръцки: Γέννηση Του Χριστού) е възрожденска православна църква, разположена на полуостров Касандра в село Полихроно. Църквата е малък храм, строен в 1863 година от камък. Разположена е на едноименния площад „Христос“.